# SLANDER
Slander (estilizado como SLANDER) es un duo de DJs estadounidense formado por Derek Andersen y Scott Land con sede en Los Ángeles .

## Trayectoria
Andersen y Land se conocieron en la Universidad de California, Irvine. Más tarde fueron y se graduaron en Icon Collective, una escuela de producción musical junto con Nghtmre.
El 2014, el remix de Slander de la canción de Showtek "We Like to Party" superó los 12 millones de reproducciones en YouTube. Más adelante colaboraron con Nghtmre para un sencillo titulado "Ascensions". En diciembre de 2014, lanzaron "Vanguard" como sencillo. Remezclaron"Up All Night" de Arty, "Here For You" de Gorgon City  y "When Will the Bass Drop" de Sam F.
El 2015 Lanzaron un EP titulado "Nuclear Bonds" junto con Nghtmre en el sello discográfico de Diplo, Mad Decent. Se lanzó un sencillo titulado "Gud Vibrations" del EP. "Red Lips" de GTA fue remezclado por Slander y Nghtmre.
El 2016 Slander lanzó la canción "After All" como una colaboración con Yookie y Jinzo. Fue lanzado a través del sello discográfico británico Never Say Die Records. Actuaron en Tomorrowland 2016 junto a Nghtmre y Snails.  Su EP de nueve canciones titulado "Duality" incluía originales y remixes de las canciones "Dead" y "Love Again". Fue lanzado el 18 de noviembre de 2016 a través de Mad Decent.  Más tarde colaboraron con Adam K, Matthew Steeper y Haliene. Lanzaron "Breathe" como sencillo. Remezclaronla canción "Mind" de Jack Ü. "Kill It 4 The Kids" de Kill The Noise fue remezclado por Slander.
El 2017 Slander colaboró con Basstrick. Lanzaron "Drop It" como sencillo. Lanzaron un programa de radio semanal llamado "Gud Vibrations Radio" con Nghtmre en SiriusXM. Al poco Slander comenzó a lanzar en el sello discográfico canadiense de música electrónica Monstercat, publicando el tema "Superhuman". El dúo lanzó "Without You" con Kayzo y con Dylan Matthew el 29 de septiembre de 2017. Slander y Kayzo también lanzaron "Holy" con Micah Martin y su EP colaborativo " Dilapidation Celebration " el 27 de octubre de 2017. En diciembre del mismo año, Slander lanzó una colaboración con Sullivan King titulada "Welcome to the Fire" en el sello discográfico Disciple Recordings.
Hacia fines de 2018, Slander lanzó tres sencillos previos a su EP, " The Headbangers Ball ":  "You Don't Even Know Me" con Riot el 20 de septiembre de "Running To You" con Spag Heddy con Elle Vee el 15 de noviembre,  y "Hate Being Alone" con Dylan Matthew el 29 de noviembre. El EP también fue lanzado el 29 de noviembre.
Un mes y cuatro días antes del lanzamiento de "Running To You", Slander lanzó su colaboración con Seven Lions y Dabin, titulada "First Time". El primer lanzamiento de Slander en 2019 fue una colaboración con Gryffin con Calle Lehmann titulada "All You Need To Know", que se lanzó el 27 de marzo. El 30 de mayo de 2019, después de muchos meses de burlas, se lanzó el video musical de una colaboración con Said the Sky y JT Roach titulado "Potions". Un día después, la canción fue lanzada en todas las plataformas de transmisión.